# Sibiřské trapy

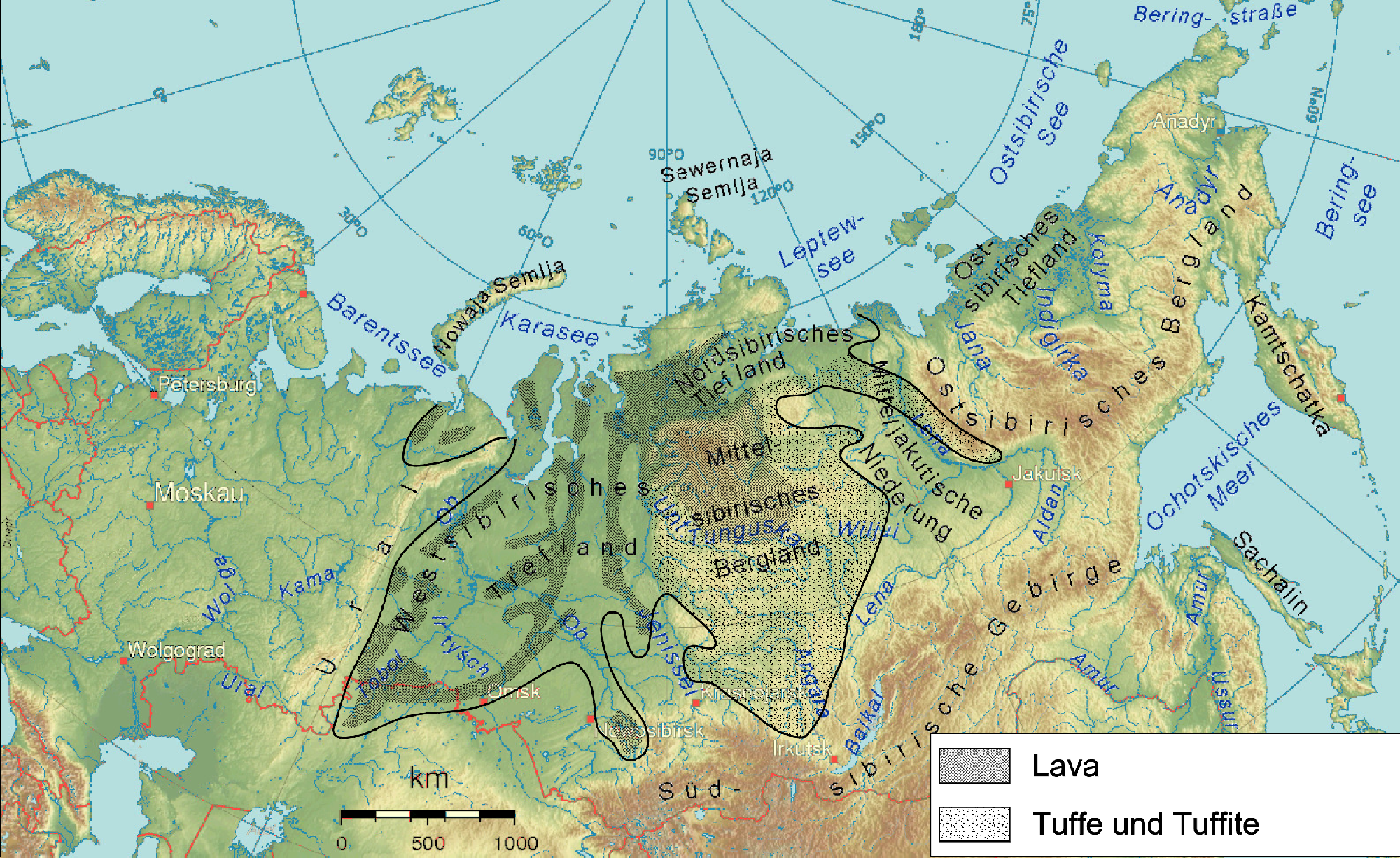
Rozsah Sibiřských trapů (mapa je v němčině)

Sibiřské trapy (rusky Сибирские траппы, Sibirskiye trappy) tvoří rozsáhlé a velmi členité území výlevových či vulkanických hornin známé jako velké provincie magmatických hornin na Sibiři. Toto území se vyznačuje typickými prvky terénu, jako jsou hluboká údolí, stolové hory a plochý reliéf podél řek v údolích. Mohutná sopečná erupce, která trapy vytvořila, je největší geologickou vulkanickou událostí za posledních 500 milionů let. Trvala několik milionů let a překlenula permské vymírání, které nastalo před 252 milióny let.
Termín „trapy“ pochází ze švédského výrazu trappa či trapp, což znamená schody, a označuje schodovité kopce, které jsou v této oblasti hlavním krajinotvorným prvkem a jsou typické pro rozsáhlé výlevy čedičové lávy.

## Geografická rozloha
Rozlehlé plochy čedičové lávy pokryly ohromné prostory Sibiře v rámci sopečné činnosti na přelomu permu a triasu, kdy masa žhavého čediče tlačila zespodu na starší vrstvu ztuhlé lávy. Dnes pokrývá území o rozloze asi 2 miliony čtverečních kilometrů, což je zhruba rozloha západní Evropy. Podle odhadu činil původní rozsah lávového pokryvu asi 7 000 000 čtverečních kilometrů. Jeho objem se pak odhaduje na 1–4 miliony kubických kilometrů lávy.
Oblast, kterou pokrývá láva, leží mezi 50. – 75. rovnoběžkou severní zeměpisné šířky a 60. – 120. poledníkem východní zeměpisné délky.

## Formování
Vznik sibiřských trapů se připisuje plášťovému chocholu, který vystoupal ke spodní vrstvě zemské kůry a způsobil v bývalé kontinentální Sibiři vulkanické erupce. Panuje domněnka, že jak se zemské tektonické desky pohybovaly přes (islandský) plášťový chochol, vytvořil tento chochol během permu a triasu sibiřské trapy a později, v období jury a křídy, byl příčinou vulkanické činnosti na dně Severního ledového oceánu. Později, od svrchní křídy, byl příčinou vulkanické činnosti na Islandu. V úvahu přicházejí i jiné litosférické příčiny. Další možnou příčinou může být dopad mimozemského tělesa, který vytvořil kráter ve Wilkesově zemi v Antarktidě a který se mohl udát v téže době a mohl být jakýmsi „protinožcem“ trapů. Stejný proces formování by mohl vysvětlit chaotický terén pozorovaný u „protinožce“ Pánve tepla, velkého impaktního kráteru na Merkuru. Alternativní hypotéza naznačuje, že se tento terén zformoval jako výsledek konvergence vyvrženin u „protinožce“ této pánve.
Předpokládá se, že erupce, jež trapy vytvořila, probíhala mnoha krátery během zhruba milionu let či déle, zřejmě na jih a na východ od sibiřského města Norilsk. Jednotlivé erupce čedičové lávy mohly přesáhnout i 2000 km3.
Přítomnost četných tufových a pyroklastických usazenin napovídá, že během či před erupcemi čedičové lávy proběhla též řada mohutných explozivních erupcí. Na explozivní erupce ukazuje také přítomnost křemičitých vyvřelin, jako je ryolit.